# Ryszard Wincenty Berwiński

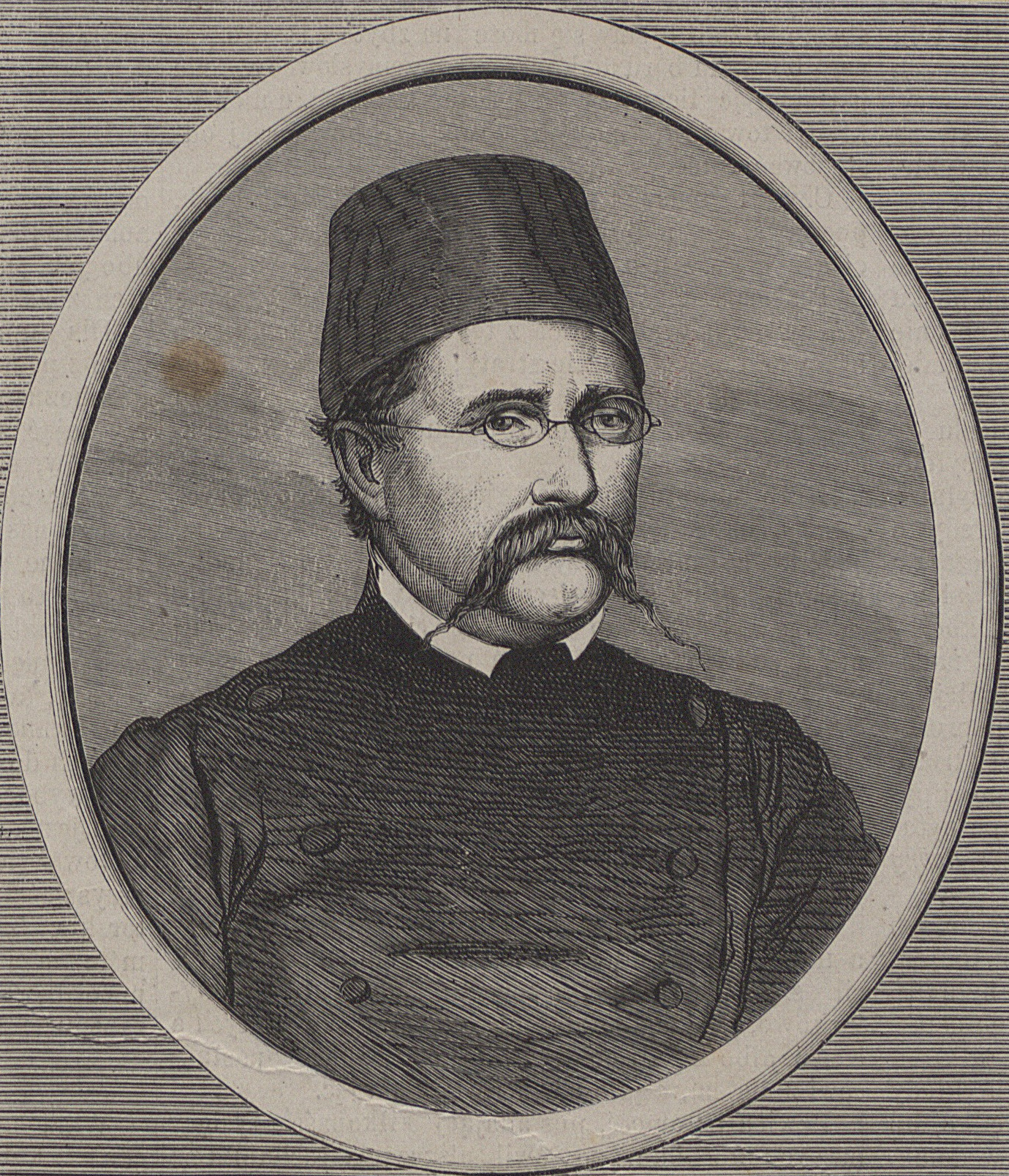
Ryszard Wincenty Berwiński.

Ryszard Wincenty Berwiński, född 1819 och död 1879, var en polsk författare.
Berwinski föddes i tyska Polen och förde ett kringflackande och äventyrligt liv. En tid var han bland annat officer i turkisk tjänst. Berwinsiks dikter (2 band, 1844) är hållna i romantisk stil och visar på inflytande från Juliusz Słowacki. Bland hans prosaarbeten märks "Berättelser från Storpolen" (1840), där en demokratiskt och adelsfientlig ståndpunkt tydligt framträder.